# Stade Nungesser
Pour les articles homonymes, voir Nungesser.
Le stade Nungesser était une enceinte sportive située à l'est de Valenciennes, dans le quartier Nungesser, sur l'avenue de Reims ; le stade est détruit en 2012. Le stade faisait partie d'un vaste plateau sportif englobant le Palais des sports de Valenciennes et divers terrains d'entrainement. Ancienne propriété de Valenciennes Métropole, il a accueilli principalement des matchs de football dont ceux du Valenciennes FC qui y a résidé de 1929 à 2011. Il a été remplacé par le Stade du Hainaut.
L'enceinte originale est inaugurée le 28 avril 1929 en présence de 2 500 spectateurs venus assister à une grande manifestation franco-belge. Ce match d'inauguration opposa une sélection du Borinage à une sélection des Trois Villes (Denain Athlétique, AS Raismes et Valenciennes, représenté par le FC Valenciennes et le CA Valenciennes). Les locaux l'emportèrent par deux buts à 1.

## Histoire

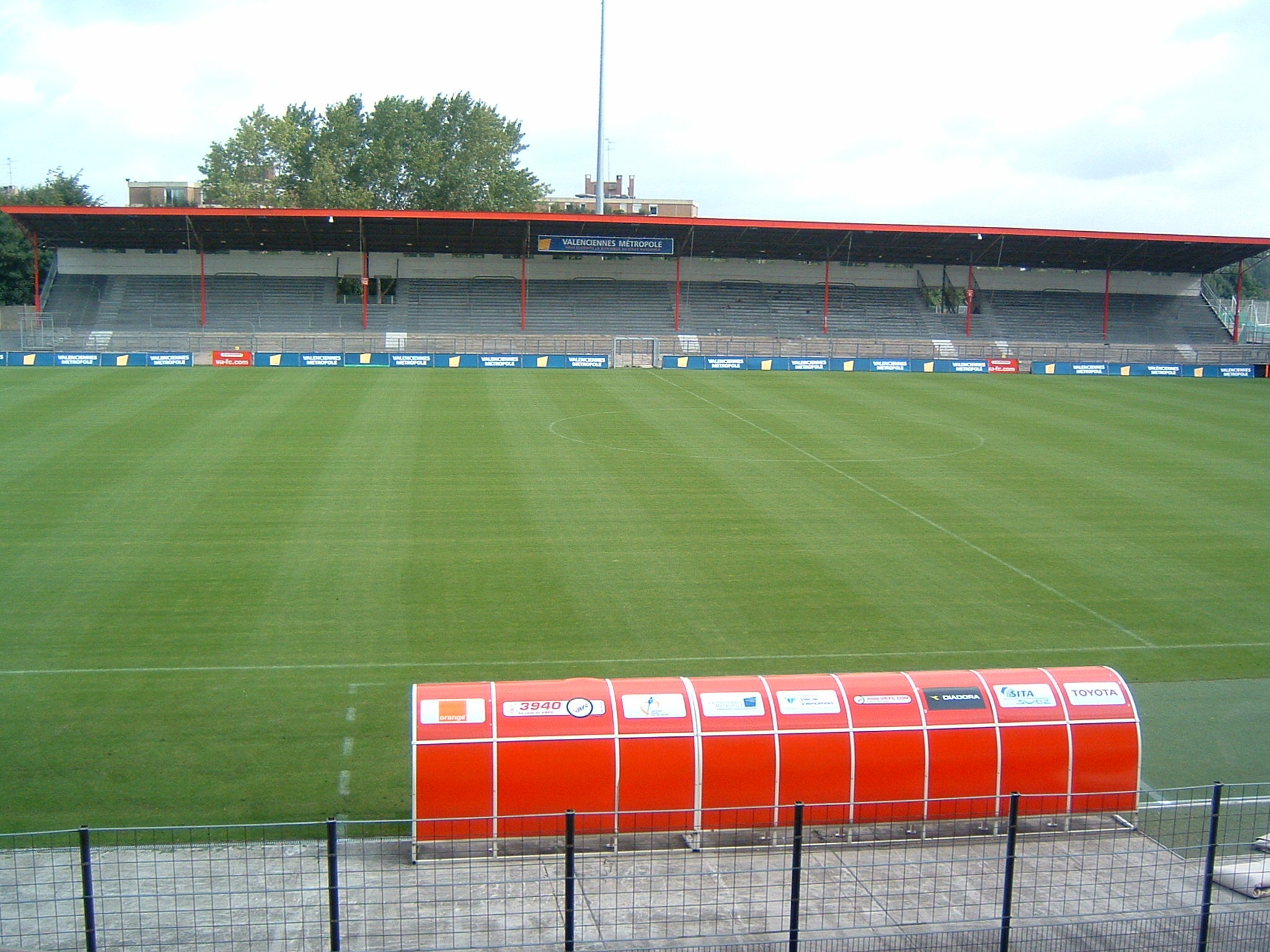
La tribune de fer

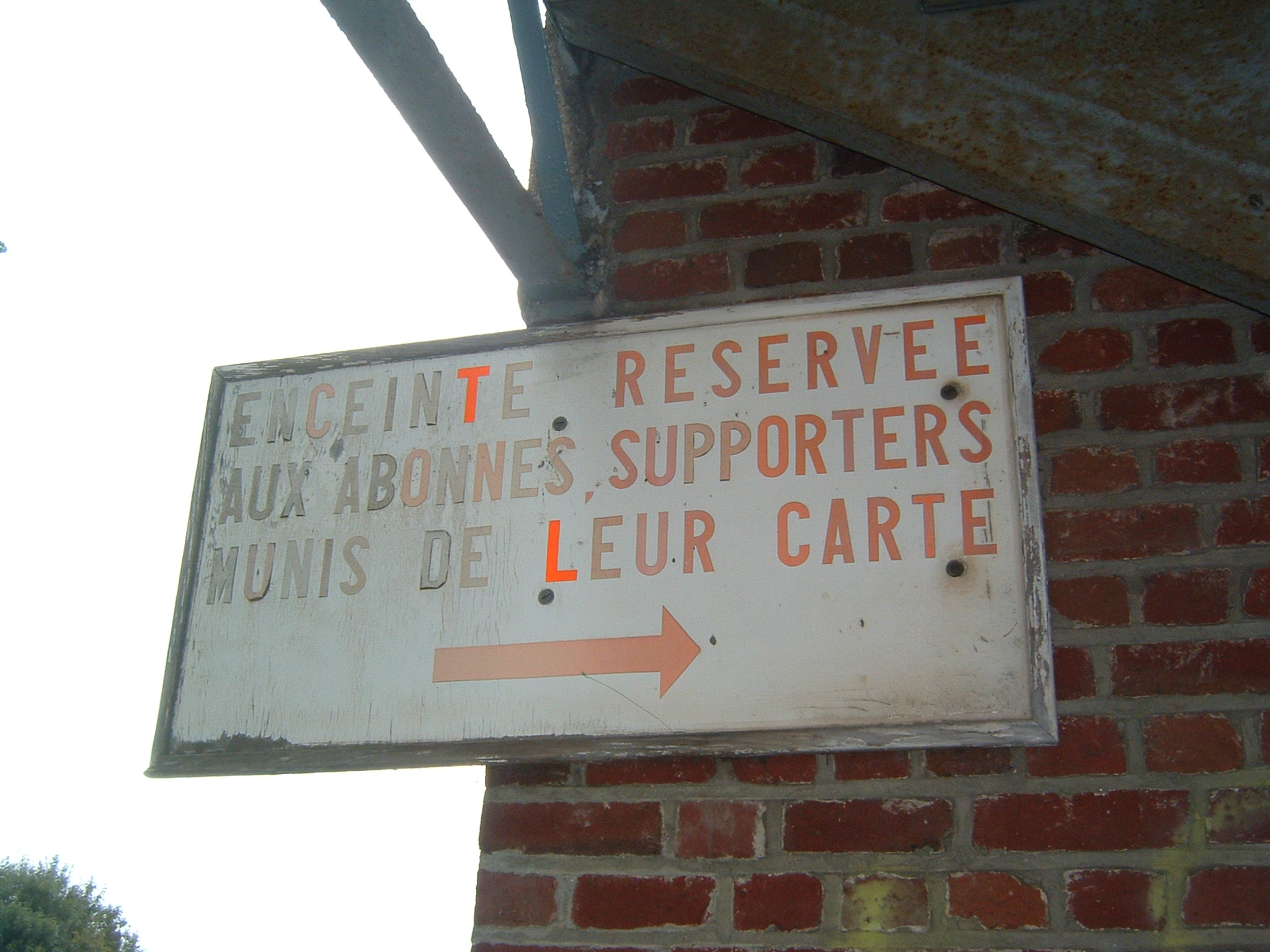
Entrée supporters de la tribune de fer

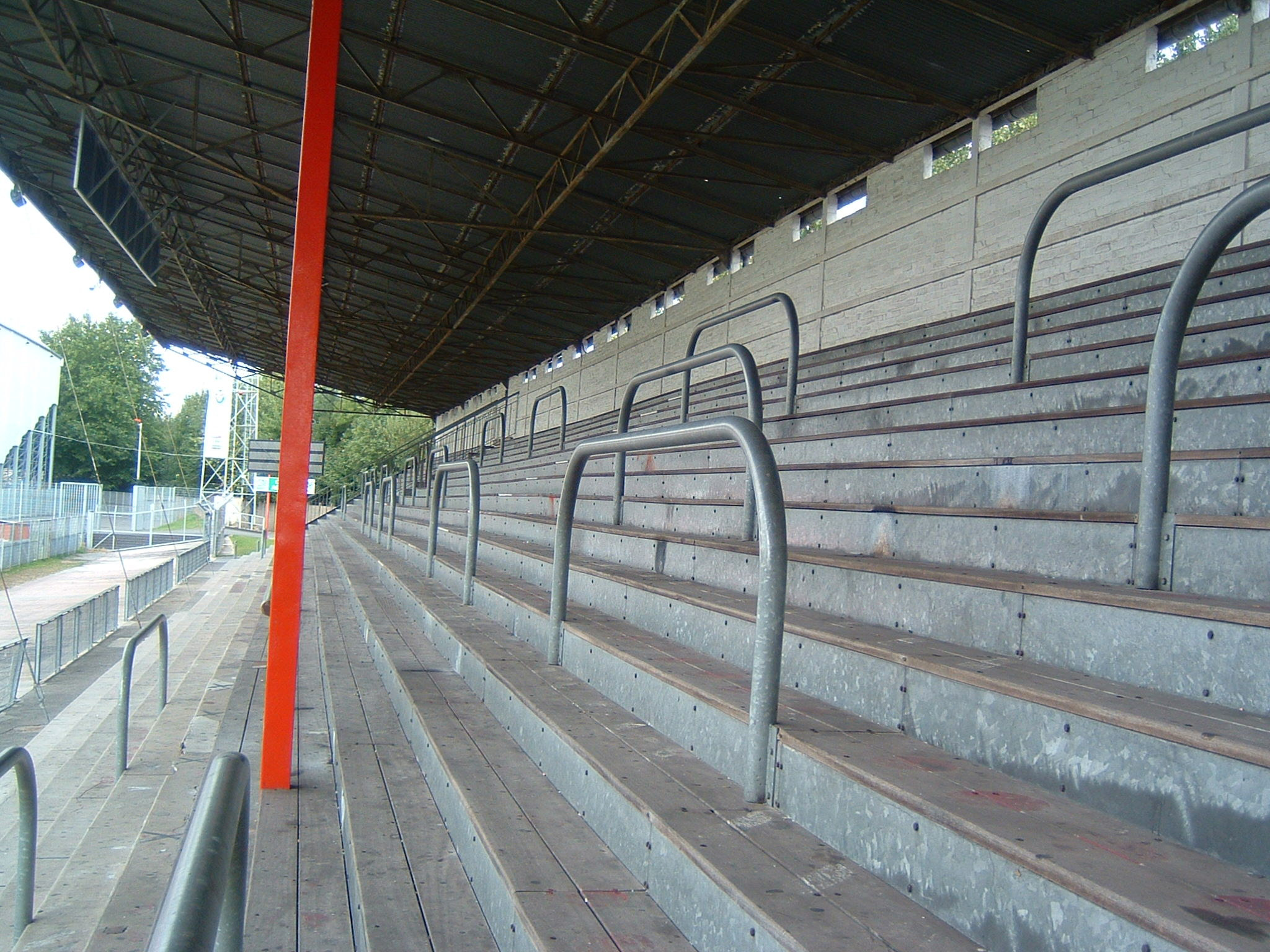
Tribune de fer (2007)

Le stade porte de nom de l'aviateur Charles Nungesser, originaire de Valenciennes, disparu en mer le 8 mai 1927 avec son compagnon François Coli en tentant la traversée de l'Atlantique. Un monument devant l'entrée du stade, avec son portrait en médaillon par le sculpteur Alfred-Alphonse Bottiau, rappelle son souvenir.
La première pierre est posée par le maire de Valenciennes, Victor Henry, sur un site entre le centre-ville et les quartiers périphériques de Nungesser et de la Briquette. L'enceinte du Stade Nungesser est inaugurée en 1929.
Un an plus tard, de nouveaux travaux furent entrepris et Nungesser devint stade Vélodrome par l’adjonction d’une piste destinée aux cyclistes. Lorsque VA monta en Nationale, la Fédération française de football obligea les dirigeants valenciennois à modifier une nouvelle fois l’aspect du stade et à construire la fameuse tribune de fer. Par la même occasion, la tribune d’honneur fut agrandie, les virages dotés de marches en ciment et les vestiaires munis de douches chaudes.
En 1938, Charles Demeillez, entraîneur de VA, jugea le terrain trop grand et fit diminuer sa longueur de six mètres et la capacité du stade est portée à 13 000 places.
En 1953, le Comité Directeur estima qu’il était devenu indispensable de faire construire une vaste tribune d’honneur qui porterait la capacité à 21 500 places (dont 8 500 places assises) et d’où la visibilité serait parfaite. Avec l’aide de la Municipalité, cette réalisation fut rapidement exécutée par les Grands Travaux de l’Escaut et, dès 1955, le Stade Nungesser avait l’aspect qu’il posséda jusqu’à la dernière accession des Rouge et Blanc en D1 en 1992.
Le 13 mars 1955, comme pour célébrer cette nouvelle enceinte, le Stade Nungesser connut ce qui constitue toujours à ce jour la plus grosse affluence de son histoire : 21 268 spectateurs assistèrent en effet à l’exploit de VA qui tomba le leader invaincu de la division, Sedan, sur le score sans appel de 3-0.
Mal entretenue, l'enceinte se dégrade et les supporters boudent Nungesser. Les moyennes de spectateurs oscillent ainsi entre 2 000 et 7 000 entre 1957 et 1990, avec une pointe à 9 200 spectateurs par match en 1975-1976.
En 1992, pour répondre aux exigences du règlement qui oblige tous les clubs de D1 à offrir 20 000 places assises, la Municipalité entreprit la construction d’une nouvelle tribune couverte derrière les buts qui condamna définitivement la piste cycliste. D’abord appelée Tribune Est, cette nouvelle tribune de 6 357 places assises prit ensuite le nom de l’un des plus charismatiques présidents de l’USVA, H. A. Pouille.
Peu de temps après son inauguration, le toit de cette nouvelle tribune est arraché lors d'un violent orage.
La chute de VA en CFA gèle alors toutes perspectives de rénovation du stade, mais le retour du club parmi l'élite en 2006 accélère les choses, la tribune Pouille retrouve son toit et une nouvelle tribune provisoire, couverte et assise de 4 952 places, baptisée Tribune Ouest, est construite derrière l'autre but ce qui porte la capacité du stade à 16 547 spectateurs.
En mars 2006, un projet de nouveau stade est voté au sein de la communauté d'agglomération de Valenciennes Métropole, à la suite de l'impossibilité de rénover le Stade Nungesser en raison de l'hostilité du voisinage et du manque de place.
En 2007, un nouveau panneau d'affichage électronique est installé.
Le maire de Valenciennes annonce en 2008 la démolition du Stade Nungesser à l'horizon 2011 pour laisser place à des espaces verts.
En 2010, des panneaux publicitaires électroniques sont installés au bord du terrain.
Le dernier match officiel au Stade Nungesser a lieu le 29 mai 2011 et oppose VA à l'OGC Nice. Le match est remporté 2 buts à 1 par les rouge et blanc, devant 15 193 spectateurs. Grégory Pujol est ainsi le dernier joueur à marquer à Nungesser dans un match officiel.
Le 26 juillet 2011, le stade du Hainaut est inauguré, VA ne jouera plus au Stade Nungesser.
Les travaux de démolition du stade Nungesser sont achevés fin février 2012. La tribune ouest avait été la première à être démontée avant que les tribunes de fer, Pouille et honneur soient détruites dans cet ordre.
À la suite de l'incendie de la piscine située rue des Glacis à Valenciennes et sa totale destruction le 17 septembre 2014, il a été décidé de construire sur l'ancienne friche du stade Nungesser le nouveau centre aquatique de Valenciennes. Les travaux débutés début 2018 ont permis une inauguration du nouveau centre aquatique le 6 février 2020.

## Transport
Le stade est situé à environ deux kilomètres de la gare de Valenciennes qui se trouve à l'opposé du centre-ville.
Le stade est également desservi par la ligne A du tramway de Valenciennes : Station Nungesser.
Les supporters peuvent emprunter le tramway gratuitement, deux heures avant le début des matchs de Ligue 1 et deux heures après la fin des matchs, leurs abonnements ou leurs billets de matchs faisant actes de billets de transports.
Le stade possède deux parkings d'environ 2 000 places, sans compter les places de parking disponibles dans les rues aux alentours.